# 順徳 (朱宸濠)
順徳（じゅんとく）は中国明代に反乱を起こした寧王朱宸濠が使用した私年号。1519年旧6月 - 旧7月。

## 西暦・干支・他元号との対照表
| 順徳 | 元年     |
| 西暦 | 1519年   |
| 干支 | 己卯     |
| 明   | 正徳14年 |